# Svetlana Căpățînă
Svetlana Căpățînă (2 octobre 1969 - 25 janvier 2022) est une femme politique moldave.

## Biographie
Elle siège au Parlement de Moldavie du 23 juillet 2021, jusqu'à sa mort de la COVID-19 le 25 janvier 2022, à l'âge de 52 ans.